# 白花羊蹄甲

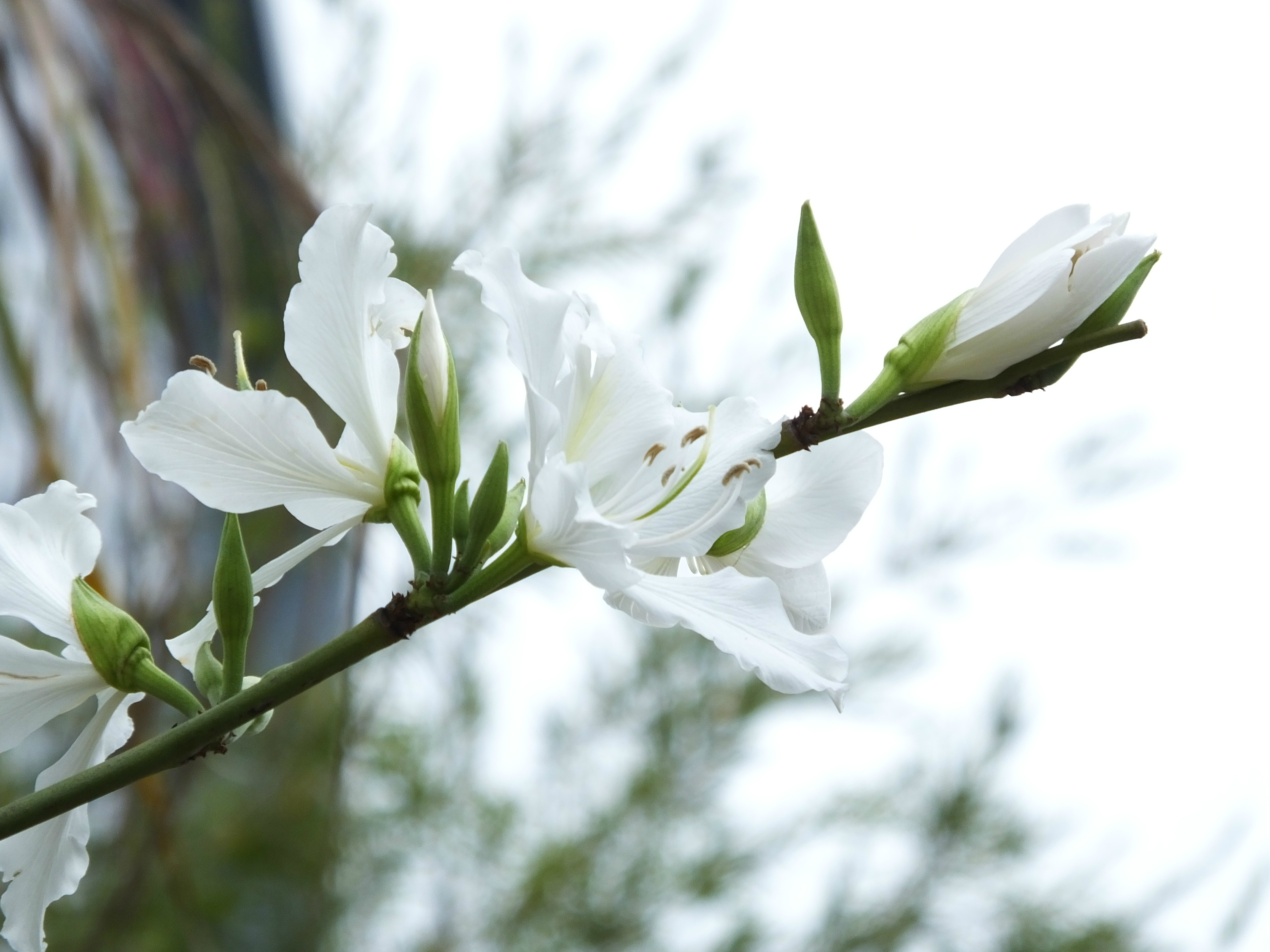
白花羊蹄甲花朵和花苞

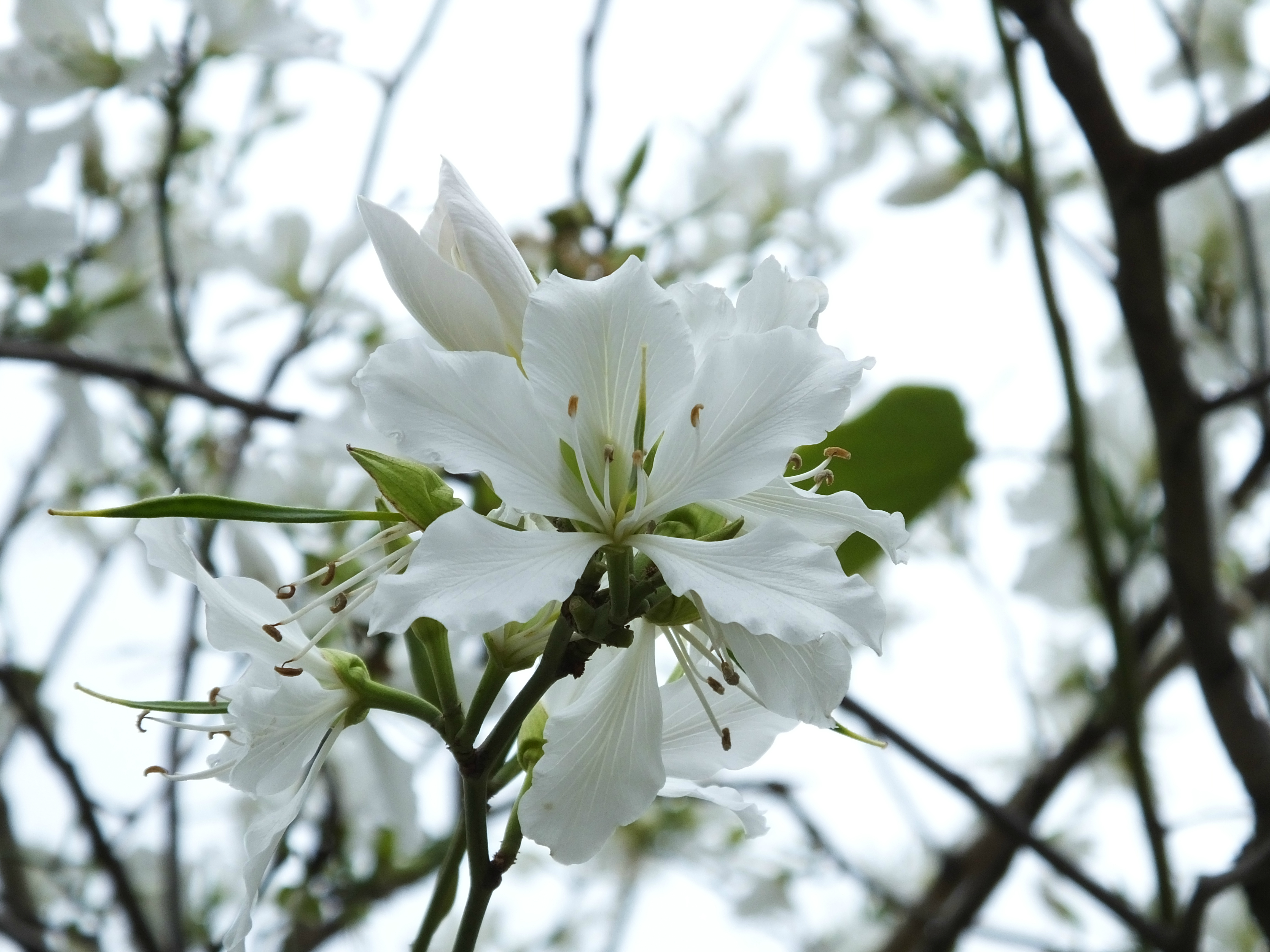
完全打开的白花羊蹄甲花朵，开花时树上几乎没有叶子。

白花羊蹄甲（学名：Bauhinia acuminata），为豆科羊蹄甲属下的一个种。